# Frontera Corozal
Frontera Corozal är en ort i Mexiko.   Den ligger i kommunen Ocosingo och delstaten Chiapas, i den sydöstra delen av landet, 900 km öster om huvudstaden Mexico City. Frontera Corozal ligger 113 meter över havet och antalet invånare är 5 184.
Terrängen runt Frontera Corozal är huvudsakligen platt, men västerut är den kuperad. Runt Frontera Corozal är det glesbefolkat, med 16 invånare per kvadratkilometer. Det finns inga andra samhällen i närheten. I omgivningarna runt Frontera Corozal växer i huvudsak städsegrön lövskog.